# Horace Gould
Horace Gould, ursprungligen Horace Harry Twigg, född 20 september 1918 i Bristol, död 4 november 1968 i Southmead, Bristol, var en brittisk racerförare.

## Racingkarriär
Gould körde 18 formel 1-lopp mellan 1954 och 1960, huvudsakligen med sitt eget stall Goulds' Garage.

## F1-karriär
| Säsong | Stall/Tillverkare                                        | Poäng | Placering |
| ------ | -------------------------------------------------------- | ----- | --------- |
| 1954   | Goulds' Garage (Cooper T23)                              | 0     | -         |
| 1955   | Goulds' Garage (Maserati 250F) Officine Alfieri Maserati | 0     | -         |
| 1956   | Goulds' Garage (Maserati 250F)                           | 2     | 19        |
| 1957   | H H Gould (Maserati 250F)                                | 0     | -         |
| 1958   | H H Gould (Maserati 250F)                                | 0     | -         |
| 1960   | H H Gould (Maserati 250F)                                | 0     | -         |